# Comuna Melnîcine, Bilohirsk
Melnîcine (în ucraineană Мельничне) este o comună în raionul Bilohirsk, Republica Autonomă Crimeea, Ucraina, formată din satele Melnîcine (reședința) și Udarne.

## Demografie
Componența lingvistică a comunei Melnîcine
     Rusă (50%)
     Tătară crimeeană (35,73%)
     Ucraineană (12,4%)
     Alte limbi (0,08%)
Conform recensământului din 2001, majoritatea populației comunei Melnîcine era vorbitoare de rusă (50%), existând în minoritate și vorbitori de tătară crimeeană (35,73%) și ucraineană (12,4%).